# 徹奇維爾 (紐約州)
徹奇維爾（英語：Churchville）是位於美國紐約州門羅縣的村。

## 人口
根據2020年美國人口普查的數據，徹奇維爾的面積為3.13平方千米，當中陸地面積為3.08平方千米，而水域面積為0.05平方千米。當地共有人口2091人，而人口密度為每平方千米668人。